# Condado de Monroe (Tennessee)
O Condado de Monroe é um dos 95 condados do Estado americano do Tennessee. A sede do condado é Madisonville, e sua maior cidade é Madisonville. O condado possui uma área de 1 690 km² (dos quais 46 km² estão cobertos por água), uma população de 38 961 habitantes, e uma densidade populacional de 24 hab/km² (segundo o censo nacional de 2000). O condado foi fundado em 1819.